# Jessica McDonald
Jessica Marie McDonald (Phoenix, Arizona, Estados Unidos; 28 de febrero de 1988) es una futbolista estadounidense que juega de delantera para la selección de Estados Unidos y para el Racing Louisville FC de la National Women's Soccer League (NWSL) del mismo país.

## Estadísticas

### Clubes
| Club                   | País           | Año             |
| ---------------------- | -------------- | --------------- |
| Chicago Red Stars      | Estados Unidos | 2010            |
| Melbourne Victory      | Australia      | 2012            |
| Chicago Red Stars      | Estados Unidos | 2013            |
| Seattle Reign FC       | Estados Unidos | 2013            |
| Portland Thorns FC     | Estados Unidos | 2014            |
| Houston Dash           | Estados Unidos | 2015            |
| Western New York Flash | Estados Unidos | 2016            |
| North Carolina Courage | Estados Unidos | 2017 - 2021     |
| Racing Louisville FC   | Estados Unidos | 2022 - presente |

## Palmarés

### Títulos nacionales
| Título                         | Club                   | País           | Año  |
| ------------------------------ | ---------------------- | -------------- | ---- |
| National Women's Soccer League | Western New York Flash | Estados Unidos | 2016 |
| National Women's Soccer League | North Carolina Courage | Estados Unidos | 2018 |
| National Women's Soccer League | North Carolina Courage | Estados Unidos | 2019 |

### Títulos internacionales
| Título                           | Club           | País           | Año  |
| -------------------------------- | -------------- | -------------- | ---- |
| Copa Mundial                     | Estados Unidos | Francia        | 2019 |
| Preolímpico Femenino de Concacaf | Estados Unidos | Estados Unidos | 2020 |
| Copa SheBelieves                 | Estados Unidos | Estados Unidos | 2020 |

(*) Incluyendo la Selección

### Distinciones individuales
| Distinción                 | Año  |
| -------------------------- | ---- |
| Mejor Once de la NWSL      | 2016 |
| MVP de la Final de la NWSL | 2018 |